# Hammer SpVg
A Hammer SpVg német labdarúgócsapat Hammban, Észak-Rajna-Vesztfália tartományban. Egy nagyobb sportklub része, amelynek közel 1500 tagja van aikidó, cheerleading, cselgáncs, fitnesz és tánc, gimnasztika, görhoki, kézilabda, röplabda és vízitorna szakosztályaiban.
A klub 1903. április 11-én alakult Hammer FC néven, 1912 júliusában csatlakozott az 1903. február 25-én létrehozott Gymnasialer FC Hammhoz. Az első világháború után, 1919-ben egyesült a Hammer Turnverein 1859-el, az új név TuS 1859/1903 Hamm lett. Az egyesület mindössze 1922-ig állt fenn, amikor az FC a Hammer Sportverein 1904-el megalapította a Hammer SpVgg 03/04-et. Az új egylet hamarosan sikereket ért el a területi élvonalban, a Rheinisch Westfälischer Spielverbandban. 1929-ben második, három év múlva első lett.
Legtöbbször alacsonyabb osztályokban szerepeltek, de az 1966–67-es szezont a harmadosztályban töltötték. Miután a 60-as, 70-es évek végét a Verbandsliga Westfalenben (IV-V) töltötték, a Hamm 1980-ban feljutott a negyedosztályú Oberliga Westfalenbe, ahol alsóházi csapatnak számított 1990-es kieséséig. A klub az 1980–81-es és az 1982–83-as szezonban a német kupában is megfordult, mindkét alkalommal a második körben esett ki. 1994 és 1999 közt ismét a negyedosztályban szerepeltek. A Hammer SpVg 2006 óta ismét az Oberliga Westfalenben szerepel, mióta feljutottak a Verbandsliga osztályozói után.